# Aéroport d'Aurillac
Pour les articles homonymes, voir AUR.
L’aéroport d’Aurillac (code IATA : AUR • code OACI : LFLW) est un aéroport ouvert à la circulation aérienne publique (CAP), situé dans la commune d’Aurillac dans le Cantal (région Auvergne-Rhône-Alpes, France). Il est géré par la communauté d'agglomération du Bassin d'Aurillac.
Disposant d'une piste de 1 700 mètres, cet aéroport est ouvert au trafic national commercial, aux avions privés, en vol aux instruments (IFR) ou en vol à vue (VFR).
La seule liaison régulière à l'année sont des vols aller/retour quotidiens (sauf le samedi) vers Paris-Orly assurés par la compagnie Chalair depuis juin 2023. L'aéroport a accueilli 32 599 passagers en 2022.
En 2015, en saison estivale, une liaison Aurillac - Ajaccio est lancée mais rapidement fermée.
En 2019, une troisième rotation a été mise en place le lundi et vendredi après-midi mais à cause de la pandémie de 2020 et à la suite de la fermeture des aéroports, cette dernière a été supprimée.
En 2022, il est annoncé en octobre que la troisième rotation initialement supprimée à cause de la pandémie en 2020 sera de retour et se fera le lundi, jeudi et vendredi après-midi après une forte reprise du trafic aérien.
Entre les années 2021 et 2022, la fréquentation des passagers a connu un bond historique de 42 %.
La compagnie aérienne Chalair gère actuellement la route Aurillac - Paris Orly via un ATR 42-500 de 48 sièges. La ligne a une grosse fréquentation car elle est nécessaire à l'activité économique. Aujourd'hui, le taux de fréquentation est voisin de 70 %.

## Localisation et équipements

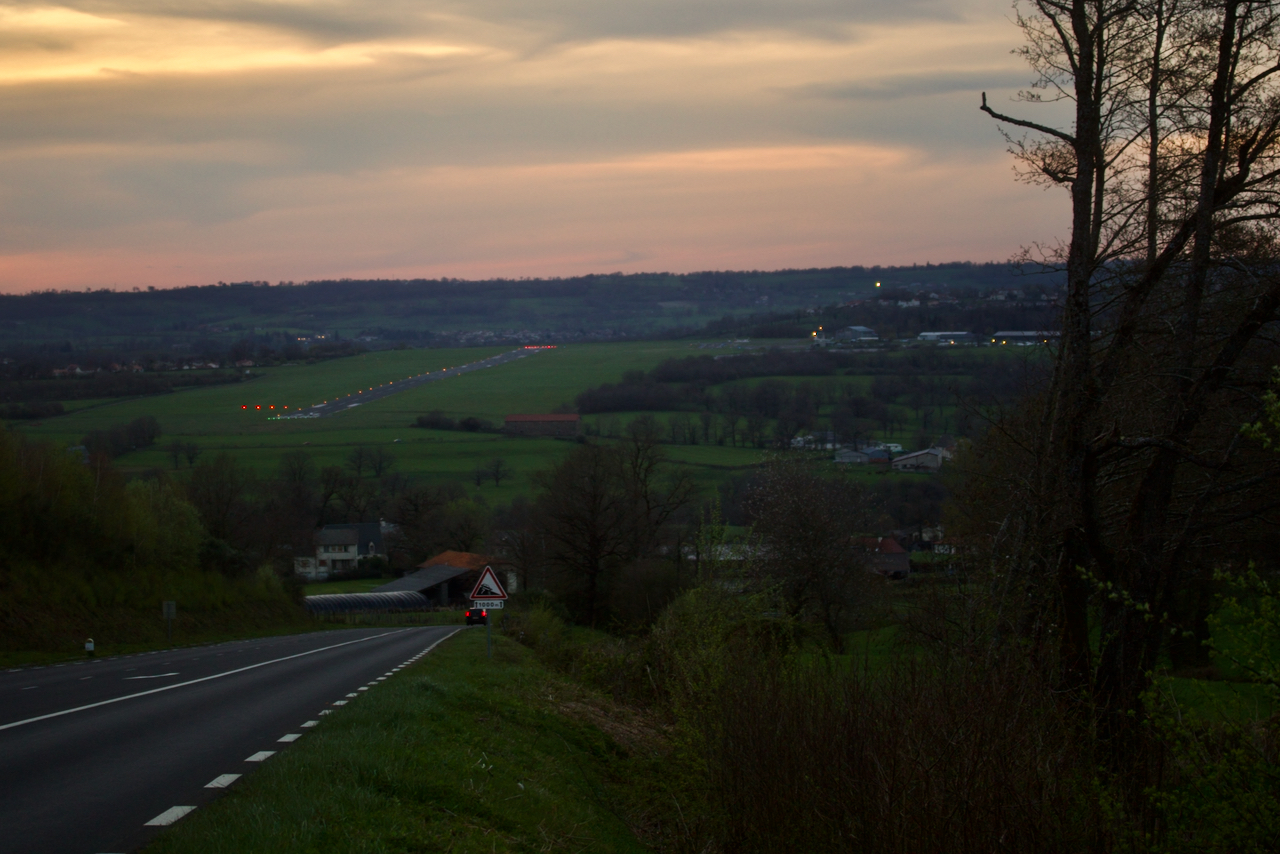
La piste de l'aéroport vue depuis la côte de Senilhes

L'emprise de l'aéroport se situe sur le site de Tronquières (d'où le nom complet de l'aéroport d'Aurillac-Tronquières), à cheval sur les communes d'Aurillac (au sud-ouest) et d'Arpajon-sur-Cère. L'aéroport se compose d'une piste revêtue de 1 700 m orientée sud-est, reliée à une aérogare et à quatre hangars par un taxi-way accessible en bout de piste, d'une vigie, d'un bureau d'agent de piste, d'un local énergie, d'un bâtiment et d'un hangar pour l'aéro-club. Des équipements de signalisation sont également situés a Messac (commune de Crandelles), au Montal (Arpajon-sur-Cère), à Griffeuilles (commune de Roannes-Saint-Mary) et à Belbex (Aurillac).

## Aéroports internationaux à proximité
- Aéroport de Clermont-Ferrand-Auvergne : 2 h de route à partir d'Aurillac
- Aéroport de Rodez-Aveyron : 1 h 45 de route à partir d'Aurillac
- Aéroport de Brive-Souillac: 1 h 15 de route à partir d’Aurillac

## Compagnie et destinations
| Compagnies       | Destinations |
| ---------------- | ------------ |
| Chalair Aviation | Paris-Orly   |

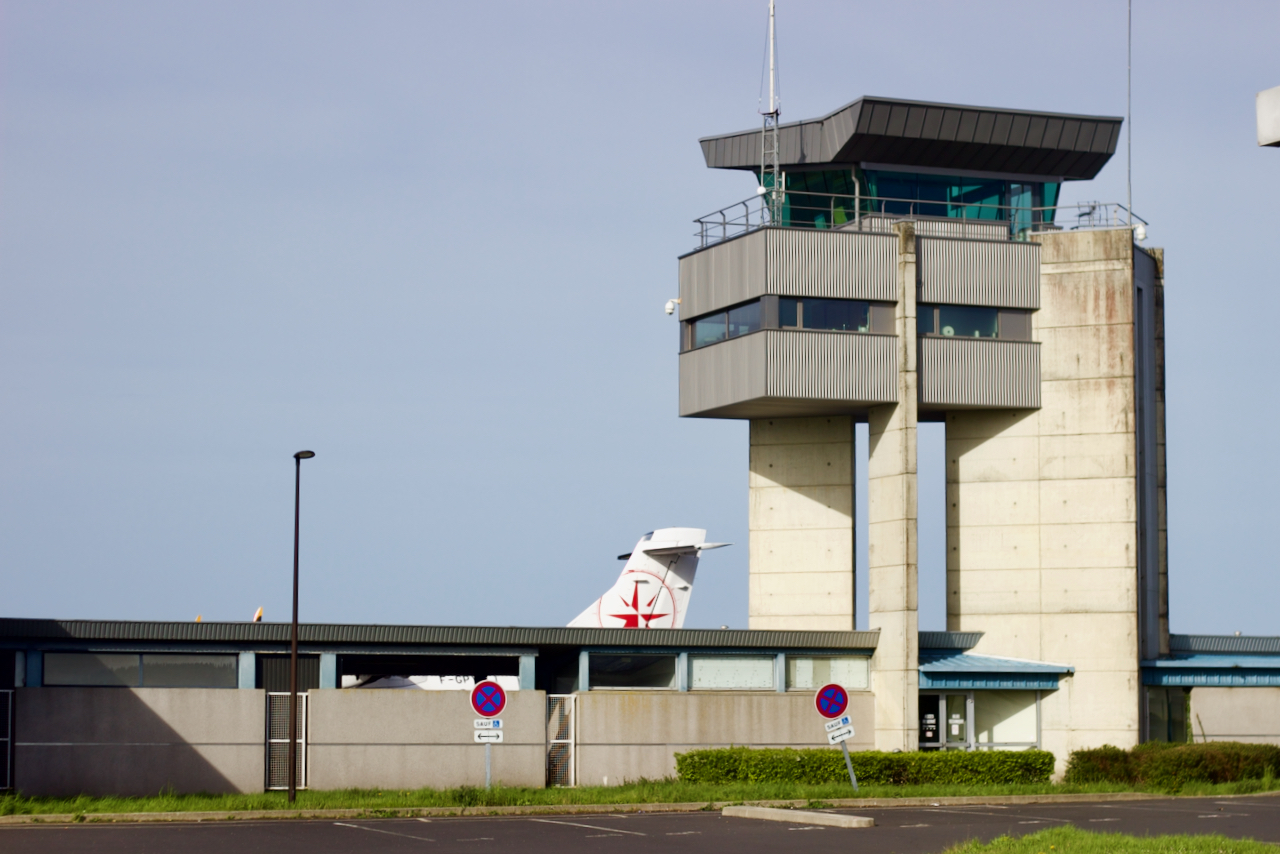
La tour de contrôle de l'aéroport. On aperçoit la dérive de l'ATR 42-500 opéré par la compagnie Chalair, assurant la liaison Aurillac - Paris

En 2023, il existe une unique ligne aérienne qui relie Aurillac à l'aéroport de Paris-Orly par trois vols quotidiens, du lundi au vendredi. Cette liaison est effectuée, dans le cadre d'une délégation de service public, par la compagnie aérienne Chalair Aviation. Cette liaison était assurée, jusqu'à fin mai 2023, par la compagnie Air France Hop.
Par le passé, d'autres liaisons aériennes ont existé :
- une ligne Aurillac - Brive - Lyon, avec un aller-retour par jour en semaine[5] a existé pendant quelques mois en 2016. Elle a été supprimée au bout de quelques mois à cause d'une très faible fréquentation et des répercussions sur la régularité des vols vers Paris Orly, les deux lignes étant effectuées par le même appareil[6] ;
- une ligne saisonnière Aurillac - Castres - Ajaccio, à raison d'un vol par semaine (samedi).

La création de lignes nouvelles n'est pas envisagée du fait de la faiblesse de la population dans le bassin de vie et de la présence de lignes à bas coût à Clermont-Ferrand, Rodez et Brive, proches géographiquement.
En 2018, l'aéroport présente un déficit annuel de 3,8 millions d'euros, comblé par l'État, le département, la région, la communauté d'agglomération et la chambre de commerce et d'industrie.

## Statistiques

### Graphique
Pour des raisons techniques, il est temporairement impossible d'afficher le graphique qui aurait dû être présenté ici.

Voir la requête brute et les sources sur Wikidata.

### Tableau
| Année | Passagers |
| ----- | --------- |
| 1997  | 13 725    |
| 1998  | 14 108    |
| 1999  | 17 706    |
| 2000  | 17 412    |
| 2001  | 17 097    |
| 2002  | 17 685    |
| 2003  | 17 605    |
| 2004  | 14 441    |
| 2005  | 17 039    |
| 2006  | 19 148    |
| 2007  | 18 620    |
| 2008  | 18 922    |
| 2009  | 20 427    |
| 2010  | 21 891    |
| 2011  | 26 585    |
| 2012  | 26 620    |
| 2013  | 23 958    |
| 2014  | 26 606    |
| 2015  | 27 501    |
| 2016  | 31 005    |
| 2017  | 31 952    |
| 2018  | 32 761    |
| 2019  | 38 188    |
| 2020  | 14 916    |
| 2021  | 23 204    |
| 2022  | 32 777    |
| 2023  | 29 650    |
| 2024  | 25 002    |